# Junior Salomon
Junior Salomon (Abomey, 8 de abril de 1986) é um futebolista beninense que atua como defensor.

## Carreira
Junior Salomon representou o elenco da Seleção Beninense de Futebol no Campeonato Africano das Nações de 2010.